# Vrille
Die Vrille ist ein Fluss in Frankreich, der in der Region Bourgogne-Franche-Comté verläuft. Sie entspringt im Gemeindegebiet von Treigny-Perreuse-Sainte-Colombe, entwässert generell in westlicher Richtung und mündet nach rund 33 Kilometern im Gemeindegebiet von Neuvy-sur-Loire als rechter Nebenfluss in die Loire. Auf ihrem Weg berührt die Vrille die Départements Yonne und Nièvre. Im Unterlauf quert sie die Autobahn A77.

## Orte am Fluss
(Reihenfolge in Fließrichtung)
- Treigny, Gemeinde Treigny-Perreuse-Sainte-Colombe
- Saint-Amand-en-Puisaye
- Arquian
- Annay
- Neuvy-sur-Loire